# Нуджейма Софтік
Нуджейма Софтік (Nudjejma Softic) — засновниця найвідомішої в Боснії бігової спільноти і одна з найбільш надихаючих спортсменок-любительок на Балканах.

## Біографія
Нуджі народилася у мусульманській родині в сербській частині Боснії і Герцеговини. У югославській війні загинув її батько, а вона з родиною у чотирирічному віці стала біженкою. Через роки поневірянь у таборах для біженців та країнах колишньої Югославії Нуджейма із сім'єю повернулася на батьківщину і оселилася в Сараєві.
До спорту її привело, як це часто буває, нещасливе кохання — перший шлюб жінки закінчився стрімким розлучення буквально через три місяці після одруження.

## Спорт
Стрес після невдалого шлюбу і сидяча робота редактором в «Аль-Джазіра» додали 28-річній Нуджі зайвих кілограмів. Тоді дівчина вирішила піти в бігову школу Сараєва на піврічну програму підготовки до місцевого напівмарафону. Проте, вже за півроку Нуджейма пробігла свою першу «половинку» і знайшла, де можна шити зручний спортивний одяг — спідниці-штани, туніки, балаклави, трико, хіджаби. Ще трохи згодом Нуджі зважилася на перший марафон, хоча тренер рекомендував їй ще почекати. Паралельно дівчина стала допомагати новачкам школи готуватися до напівмарафону. «Це було елітарно і дорого, — розповідає вона, — мало хто міг дозволити собі таку підготовку. Мені не сподобався такий підхід». Тому одного разу на початку Рамадану, місяця обов'язкового для мусульман посту, Нуджейма просто запропонувала на своїй сторінці у Фейсбуці усім бажаючим побігати після вечірньої молитви. На перше тренування прийшло три чи чотири людини, а на тренування в кінці Рамадану — вже сорок. Так і було започатковано клуб «Trcanje I TO».
З того часу минуло два роки, активними членами клубу стали 200 осіб, а відвідали заняття хоч раз — близько тисячі.